# Cornelis de Meijere
Cornelis Adrianus de Meijere (Deventer, 29 mei 1908 - Leiden, 21 juni 1976) was een Nederlands jurist en vicepresident van de Hoge Raad der Nederlanden.
De Meijere, zoon van een Lutherse predikant, studeerde rechten aan de Universiteit Leiden van 1928 tot 1934. Aansluitend was hij enkele jaren repetitor te Leiden, waarna hij in 1941 advocaat werd. In 1945 was hij daarnaast ook juridisch adviseur van het Militair Gezag na de bezetting. In 1946 werd hij raadsadviseur bij het ministerie van Justitie. In 1948 werd hij benoemd tot rechter bij de Rechtbank Rotterdam, wat hij tot 1956 zou blijven: in dat jaar werd hij benoemd tot raadsheer bij het Gerechtshof Den Haag.
Op 13 maart 1961 plaatste de Hoge Raad De Meijere als eerste op de aanbeveling voor benoeming tot raadsheer, ter vervulling van een vacature die was ontstaan door het pensioen van president Jan Donner. De Tweede Kamer nam deze aanbeveling over en de benoeming volgde op 8 mei 1961. Op 26 november 1974 werd De Meijere benoemd tot vicepresident van de Hoge Raad, als opvolger van Brugt Kazemier. Hij overleed in 1976 op 68-jarige leeftijd.